# Spielvereinigung Bayreuth 1989-1990
Questa voce raccoglie le informazioni riguardanti la Spielvereinigung Bayreuth nelle competizioni ufficiali della stagione 1989-1990.

## Stagione
Nella stagione 1989-1990 il Bayreuth, allenato da Antun Rudinski, concluse il campionato di 2. Bundesliga al 18º posto. In Coppa di Germania il Bayreuth fu eliminato al primo turno dal 1. FC Pforzheim.

## Rosa
| N. |                     | Ruolo | Calciatore          |
| -- | ------------------- | ----- | ------------------- |
|    | Germania (bandiera) | P     | Roland Grüner       |
|    | Germania (bandiera) | P     | Matthias Kellner    |
|    | Germania (bandiera) | P     | Wolfgang Wittenbeck |
|    | Germania (bandiera) | D     | Uwe Anweiler        |
|    | Germania (bandiera) | D     | Bernd Gerber        |
|    | Germania (bandiera) | D     | Erich Goldammer     |
|    | Germania (bandiera) | D     | Stefan Hübner       |
|    | Germania (bandiera) | D     | Mike Stapelfeld     |
|    | Germania (bandiera) | D     | Markus von Aufseß   |
|    | Germania (bandiera) | D     | Herbert Wiest       |
|    | Polonia (bandiera)  | C     | Jarosław Biernat    |
|    | Germania (bandiera) | C     | Klaus Gebhardt      |

| N. |                     | Ruolo | Calciatore         |
| -- | ------------------- | ----- | ------------------ |
|    | Polonia (bandiera)  | C     | Jan Jałocha        |
|    | Germania (bandiera) | C     | Matthias Kauper    |
|    | Germania (bandiera) | C     | Udo Konradi        |
|    | Germania (bandiera) | C     | Josef Staudner     |
|    | Germania (bandiera) | C     | Günther Stockinger |
|    | Germania (bandiera) | C     | Armin Veh          |
|    | Germania (bandiera) | A     | Heinrich Dumpert   |
|    | Germania (bandiera) | A     | Michael Glowatzky  |
|    | Germania (bandiera) | A     | Stefan Sachs       |
|    | Germania (bandiera) | A     | Rüdiger Scheler    |
|    | Germania (bandiera) | A     | Heinz Schneider    |
|    | Germania (bandiera) | A     | Jörg Wolff         |

## Organigramma societario
Area tecnica
- Allenatore: Siegfried Melzig, Antun Rudinski
- Allenatore in seconda:
- Preparatore dei portieri:
- Preparatori atletici:

## Calciomercato

### Sessione estiva
| Acquisti | Acquisti         | Acquisti              | Acquisti |
| R.       | Nome             | da                    | Modalità |
| -------- | ---------------- | --------------------- | -------- |
| C        | Jarosław Biernat | Eintracht Francoforte |          |
| D        | Herbert Wiest    | Augusta               |          |

| Cessioni | Cessioni | Cessioni | Cessioni |
| R.       | Nome     | a        | Modalità |
| -------- | -------- | -------- | -------- |

### Sessione invernale
| Acquisti | Acquisti          | Acquisti        | Acquisti |
| R.       | Nome              | da              | Modalità |
| -------- | ----------------- | --------------- | -------- |
| D        | Mike Stapelfeld   | Vorwärts Dessau |          |
| A        | Michael Glowatzky | Zwickau         |          |

| Cessioni | Cessioni | Cessioni | Cessioni |
| R.       | Nome     | a        | Modalità |
| -------- | -------- | -------- | -------- |

## Risultati

### 2. Bundesliga

#### Girone di andata
| Arbitro: | Steinborn |

|                                 |           |             |
| Kontny 61’, 68’ Banach 75’, 81’ | Marcatori | 62’ Jałocha |

| Arbitro: | Matheis |

|                           |           |                       |
| Jałocha 43’ Schneider 52’ | Marcatori | 17’ Aussem 63’ Bolzek |

| Arbitro: | Barnick |

|            |           |  |
| Patzke 76’ | Marcatori |  |

| Arbitro: | Merk |

|                     |           |            |
| Wolff 3’ Gerber 89’ | Marcatori | 56’ Knauer |

| Arbitro: | Prengel |

|                                    |           |                  |
| Gutzler 7’ Prinzen 39’ Blättel 77’ | Marcatori | 57’ (rig.) Wolff |

| Arbitro: | Diekert |

|                                                  |           |             |
| Schneider 11’, 27’ Wolff 30’, 89’ von Aufseß 67’ | Marcatori | 41’ Hecking |

| Arbitro: | Schneider |

|                |           |                      |
| Stockinger 77’ | Marcatori | 49’ Wolf 70’ Schüler |

| Arbitro: | Feistner |

|                           |           |            |
| Tönnies 5’, 90’ Kober 21’ | Marcatori | 17’ Hübner |

| Arbitro: | Kentsch |

|               |           |           |
| Schneider 36’ | Marcatori | 6’ Heisig |

| Arbitro: | Heitmann |

|                              |           |           |
| Sendscheid 79’ Schlipper 82’ | Marcatori | 63’ Wolff |

| Arbitro: | Bruch |

|         |           |            |
| Veh 65’ | Marcatori | 11’ Rolfes |

| Unterhaching 7 ottobre 1989, ore 15:00 CET 12ª giornata | Unterhaching | 0 – 0 referto | Bayreuth | Sportpark Unterhaching (1 100 spett.)\| Arbitro: \| Boos \| |
| Arbitro:                                                | Boos         |               |          |                                                             |

| Arbitro: | Tritschler |

|                                                          |           |            |
| Sachs 16’ Jałocha 39’, 67’ Staudner 59’, 69’ Scheler 66’ | Marcatori | 68’ Motzke |

| Arbitro: | Führer |

|                    |           |  |
| Janz 73’ Majka 90’ | Marcatori |  |

| Arbitro: | Gochermann |

|                                   |           |            |
| Scheler 14’ Konradi 45’ Sachs 73’ | Marcatori | 89’ Schulz |

| Arbitro: | Wiesel |

|                                            |           |  |
| Koniarek 12’ Regenbogen 41’ Thommessen 66’ | Marcatori |  |

| Arbitro: | Werner |

|           |           |  |
| Wolff 21’ | Marcatori |  |

| Arbitro: | Broska |

|                       |           |           |
| Krella 33’ Zschau 72’ | Marcatori | 37’ Sachs |

| Arbitro: | Harder |

|                         |           |                        |
| Konradi 66’ Dumpert 90’ | Marcatori | 47’ Nushöhr 71’ Yeboah |

#### Girone di ritorno
| Arbitro: | Mierswa |

|  |           |                           |
|  | Marcatori | 45’ Tschiskale 62’ Banach |

| Arbitro: | Prengel |

|                                                |           |                     |
| Brandts 14’ Bolzek 45’, 69’ Gede 63’ Lopes 77’ | Marcatori | 44’ Wolff 51’ Sachs |

| Arbitro: | Eli |

|  |           |                          |
|  | Marcatori | 20’ Greiser 45’ Gowitzke |

| Arbitro: | Feistner |

|                        |           |           |
| Riechmann 2’ Gäher 62’ | Marcatori | 67’ Wolff |

| Arbitro: | Strigel |

|                           |           |  |
| Schneider 53’ Biernat 84’ | Marcatori |  |

| Arbitro: | Gochermann |

|                            |           |  |
| Schmidt 48’ Schmelting 81’ | Marcatori |  |

| Arbitro: | Matheis |

|                                         |           |           |
| Schwartz 31’ Wolf 58’ Gerber 78’ (aut.) | Marcatori | 55’ Wolff |

| Arbitro: | Kasper |

|                                   |           |                |
| Glowatzky 52’ Gebhardt 61’ (rig.) | Marcatori | 71’ Struckmann |

| Arbitro: | Birlenbach |

|             |           |             |
| Weiland 51’ | Marcatori | 57’ Konradi |

| Arbitro: | Merk |

|               |           |              |
| Schneider 88’ | Marcatori | 50’ Luginger |

| Arbitro: | Löwer |

|           |           |                |
| Bruns 26’ | Marcatori | 54’ von Aufseß |

| Arbitro: | Wittke |

|                                    |           |            |
| Wolff 45’ Scheler 46’ Staudner 79’ | Marcatori | 16’ Gensch |

| Arbitro: | Kentsch |

|           |           |  |
| Adler 61’ | Marcatori |  |

| Arbitro: | Diekert |

|                                 |           |            |
| Staudner 45’, 76’ Schneider 48’ | Marcatori | 43’ Moutas |

| Arbitro: | Blüthgen |

|  |           |                                   |
|  | Marcatori | 21’ Biernat 35’ Wiest 56’ Scheler |

| Arbitro: | Fux |

|           |           |                      |
| Wolff 63’ | Marcatori | 20’ Helmig 61’ Hayer |

| Arbitro: | Holst |

|                      |           |                   |
| Aden 21’ Pospich 76’ | Marcatori | 63’ (rig.) Gerber |

| Arbitro: | Wiesel |

|                                     |           |  |
| Schneider 13’ Wolff 35’ Scheler 90’ | Marcatori |  |

| Saarbrücken 17 maggio 1990, ore 20:15 CEST 38ª giornata | Saarbrücken | 0 – 0 referto | Bayreuth | Ludwigsparkstadion (20 000 spett.)\| Arbitro: \| Pauly \| |
| Arbitro:                                                | Pauly       |               |          |                                                           |

### Coppa di Germania
| Arbitro: | Klomann |

|                                                          |           |          |
| Fisel 4’ Steck 71’ (rig.) Pfirrmann 73’ Güldenpennig 76’ | Marcatori | 3’ Wolff |

## Statistiche

### Statistiche di squadra
| Competizione      | Punti | In casa | In casa | In casa | In casa | In casa | In casa | In trasferta | In trasferta | In trasferta | In trasferta | In trasferta | In trasferta | Totale | Totale | Totale | Totale | Totale | Totale | DR |
| Competizione      | Punti | G       | V       | N       | P       | Gf      | Gs      | G            | V            | N            | P            | Gf           | Gs           | G      | V      | N      | P      | Gf     | Gs     | DR |
| ----------------- | ----- | ------- | ------- | ------- | ------- | ------- | ------- | ------------ | ------------ | ------------ | ------------ | ------------ | ------------ | ------ | ------ | ------ | ------ | ------ | ------ | -- |
| 2. Bundesliga     | 31    | 19      | 10      | 5       | 4       | 39      | 22      | 19           | 1            | 4            | 14           | 15           | 37           | 38     | 11     | 9      | 18     | 54     | 59     | -5 |
| Coppa di Germania | -     | 0       | 0       | 0       | 0       | 0       | 0       | 1            | 0            | 0            | 1            | 1            | 4            | 1      | 0      | 0      | 1      | 1      | 4      | -3 |
| Totale            | 31    | 19      | 10      | 5       | 4       | 39      | 22      | 20           | 1            | 4            | 15           | 16           | 41           | 39     | 11     | 9      | 19     | 55     | 63     | -8 |

### Andamento in campionato
| Giornata  | 1  | 2  | 3  | 4  | 5  | 6  | 7  | 8  | 9  | 10 | 11 | 12 | 13 | 14 | 15 | 16 | 17 | 18 | 19 | 20 | 21 | 22 | 23 | 24 | 25 | 26 | 27 | 28 | 29 | 30 | 31 | 32 | 33 | 34 | 35 | 36 | 37 | 38 |
| --------- | -- | -- | -- | -- | -- | -- | -- | -- | -- | -- | -- | -- | -- | -- | -- | -- | -- | -- | -- | -- | -- | -- | -- | -- | -- | -- | -- | -- | -- | -- | -- | -- | -- | -- | -- | -- | -- | -- |
| Luogo     | T  | C  | T  | C  | T  | C  | C  | T  | C  | T  | C  | T  | C  | T  | C  | T  | C  | T  | C  | C  | T  | C  | T  | C  | T  | T  | C  | T  | C  | T  | C  | T  | C  | T  | C  | T  | C  | T  |
| Risultato | P  | N  | P  | V  | P  | V  | P  | P  | N  | P  | N  | N  | V  | P  | V  | P  | V  | P  | N  | P  | P  | P  | P  | V  | P  | P  | V  | N  | N  | N  | V  | P  | V  | V  | P  | P  | V  | N  |
| Posizione | 20 | 16 | 19 | 14 | 17 | 12 | 12 | 17 | 15 | 18 | 18 | 18 | 15 | 18 | 14 | 17 | 13 | 17 | 17 | 18 | 19 | 20 | 20 | 20 | 20 | 20 | 19 | 19 | 19 | 19 | 19 | 19 | 19 | 16 | 17 | 18 | 18 | 18 |

Legenda:

Luogo: C = Casa; T = Trasferta. Risultato: V = Vittoria; N = Pareggio; P = Sconfitta.

### Statistiche dei giocatori
| Giocatore     | 2. Bundesliga | 2. Bundesliga | 2. Bundesliga | 2. Bundesliga | Coppa di Germania | Coppa di Germania | Coppa di Germania | Coppa di Germania | Totale   | Totale | Totale      | Totale     |
| Giocatore     | Presenze      | Reti          | Ammonizioni   | Espulsioni    | Presenze          | Reti              | Ammonizioni       | Espulsioni        | Presenze | Reti   | Ammonizioni | Espulsioni |
| ------------- | ------------- | ------------- | ------------- | ------------- | ----------------- | ----------------- | ----------------- | ----------------- | -------- | ------ | ----------- | ---------- |
| U. Anweiler   | 20            | 0             | 8             | 0             | 1                 | 0                 | 1                 | 0                 | 21       | 0      | 9           | 0          |
| J. Biernat    | 17            | 2             | 4             | 0             | 1                 | 0                 | 0                 | 0                 | 18       | 2      | 4           | 0          |
| H. Dumpert    | 12            | 1             | 1             | 0             | 0                 | 0                 | 0                 | 0                 | 12       | 1      | 1           | 0          |
| K. Gebhardt   | 32            | 1             | 3             | 0             | 1                 | 0                 | 1                 | 0                 | 33       | 1      | 4           | 0          |
| B. Gerber     | 30            | 2             | 6             | 0             | 1                 | 0                 | 0                 | 0                 | 31       | 2      | 6           | 0          |
| M. Glowatzky  | 15            | 1             | 4             | 0             | 0                 | 0                 | 0                 | 0                 | 15       | 1      | 4           | 0          |
| E. Goldammer  | 1             | 0             | 0             | 0             | 0                 | 0                 | 0                 | 0                 | 1        | 0      | 0           | 0          |
| R. Grüner     | 34            | 0             | 0             | 0             | 0                 | 0                 | 0                 | 0                 | 34       | 0      | 0           | 0          |
| S. Hübner     | 12            | 1             | 1             | 0             | 1                 | 0                 | 0                 | 0                 | 13       | 1      | 1           | 0          |
| J. Jałocha    | 31            | 4             | 1             | 0             | 1                 | 0                 | 0                 | 0                 | 32       | 4      | 1           | 0          |
| M. Kauper     | 14            | 0             | 2             | 0             | 0                 | 0                 | 0                 | 0                 | 14       | 0      | 2           | 0          |
| M. Kellner    | 0             | 0             | 0             | 0             | 1                 | 0                 | 0                 | 0                 | 1        | 0      | 0           | 0          |
| U. Konradi    | 32            | 3             | 4             | 1             | 0                 | 0                 | 0                 | 0                 | 32       | 3      | 4           | 1          |
| S. Sachs      | 15            | 4             | 4             | 0             | 0                 | 0                 | 0                 | 0                 | 15       | 4      | 4           | 0          |
| R. Scheler    | 34            | 5             | 8             | 0             | 1                 | 0                 | 0                 | 0                 | 35       | 5      | 8           | 0          |
| H. Schneider  | 31            | 8             | 8             | 1             | 1                 | 0                 | 0                 | 0                 | 32       | 8      | 8           | 1          |
| M. Stapelfeld | 4             | 0             | 0             | 0             | 0                 | 0                 | 0                 | 0                 | 4        | 0      | 0           | 0          |
| J. Staudner   | 29            | 5             | 9             | 0             | 1                 | 0                 | 0                 | 0                 | 30       | 5      | 9           | 0          |
| G. Stockinger | 13            | 1             | 2             | 0             | 1                 | 0                 | 0                 | 0                 | 14       | 1      | 2           | 0          |
| A. Veh        | 15            | 1             | 2             | 0             | 0                 | 0                 | 0                 | 0                 | 15       | 1      | 2           | 0          |
| H. Wiest      | 27            | 1             | 4             | 2             | 0                 | 0                 | 0                 | 0                 | 27       | 1      | 4           | 2          |
| W. Wittenbeck | 4             | 0             | 0             | 0             | 0                 | 0                 | 0                 | 0                 | 4        | 0      | 0           | 0          |
| J. Wolff      | 37            | 12            | 7             | 0             | 1                 | 1                 | 1                 | 0                 | 38       | 13     | 8           | 0          |
| M. von Aufseß | 30            | 2             | 2             | 0             | 1                 | 0                 | 0                 | 0                 | 31       | 2      | 2           | 0          |